# Acayucan
Acayucan (Nahuatl: Acayocan, Popoluca (taal): Capnʉm) is een stadje in de Mexicaanse deelstaat Veracruz. Acayucan heeft 49.945 inwoners (census 2005) en is de hoofdplaats van de gemeente Acayucan.
Acayucan is een regionaal landbouwcentrum, de belangrijkste bron van inkomsten is de veeteelt (paarden en runderen). Acuyacan was verder bekend als het domein van Cirilo Vázquez, een van de laatste echte caciques van Mexico, die in 2006 werd vermoord.